# سیاوش‌خوانی
سیاوش‌خوانی کتابی است از بهرام بیضایی از سالِ ۱۳۷۲. این متن هم نمایشنامه است و هم فیلم‌نامه.

## متن
سیاوش‌خوانی از نیمهٔ آبان تا نیمهٔ آذرِ سالِ ۱۳۷۲ نوشته و در سالِ ۱۳۷۵ به وسیلهٔ انتشاراتِ روشنگران و مطالعات زنان منتشر شده است. بیضایی این متن را نه به نمایش درآورده است و نه به فیلم.

## فیلمِ ناساخته
تابستانِ سالِ ۱۳۷۸ بیضایی اجازهٔ ساختِ این فیلم را از دولت گرفت؛ ولی، به خاطرِ اختلافِ نظرش با تهیه‌کننده، ساختِ فیلمِ سیاوش‌خوانی در نخستین مراحل متوقّف شد.

## پذیره
هرچند سیاوش‌خوانی به نمایش درنیامده، بسیار خوانده و اغلب پسندیده شده است، چندان که مثلاً علی حصوری در پیشگفتارِ کتابِ سیاوشان (۱۳۷۸) «برداشت‌ها»ی سیاوش‌خوانی از «اسطوره» را «اصیل و درست» گفت و مهری بهفر دفترِ ششمِ شاهنامهٔ فردوسی با شرح و تصحیحِ خود را (که داستانِ سیاوش است) به بیضایی تقدیم و با سرلوحه‌ای از سیاوش‌خوانی آغاز کرد (۱۴۰۰).